# Hemiolaus obscurus
Hemiolaus obscurus är en fjärilsart som beskrevs av Suffert 1904. Hemiolaus obscurus ingår i släktet Hemiolaus och familjen juvelvingar. Inga underarter finns listade i Catalogue of Life.